# Leyenda de las cuatro barras de sangre

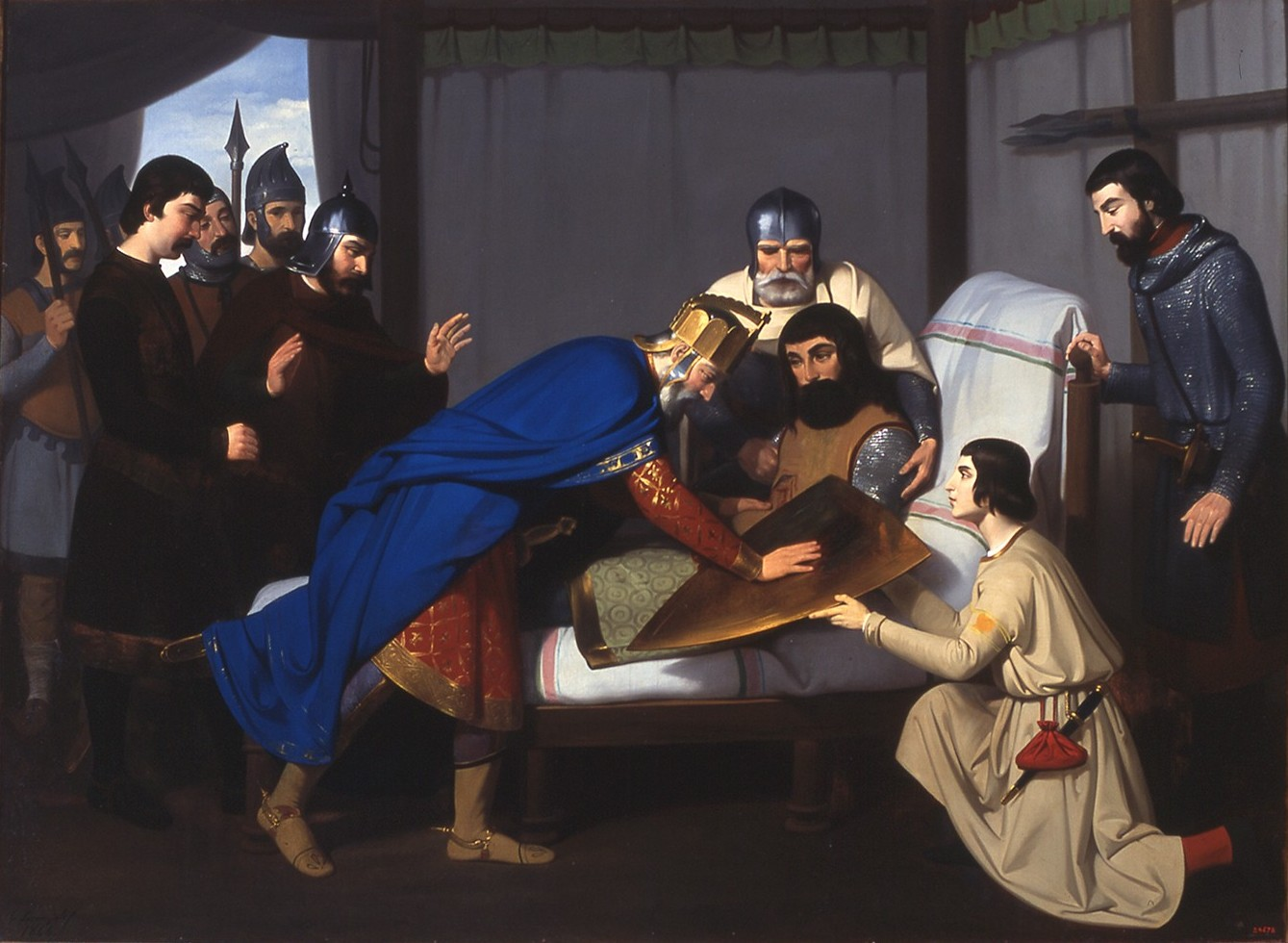
Origen del escudo del condado de Barcelona, de Claudio Lorenzale, ca. 1843

La Leyenda de las cuatro barras de sangre es una leyenda sobre el origen del Señal Real de Aragón que aparece por primera vez en 1551 en la segunda parte de la Crónica general de España, y especialmente de Aragón, Cataluña y Valencia, una crónica editada en castellano en Valencia obra de Pere Antoni Beuter. Esta leyenda sitúa el origen del Señal Real en la persona del conde de Barcelona Wifredo el Velloso (Guifré el Pilós, en catalán), y más concretamente, narra que la señal de los cuatro palos fue creado después de una batalla contra los normandos, cuando el rey de los francos Carlos el Calvo —o según la versión de Beuter Luis el Piadoso— en agradecimiento por sus servicios en la guerra mojó su mano en la sangre de las heridas de Wifredo y pasando los cuatro dedos por encima del escudo dorado del conde le dijo: «Estas serán vuestras armas, conde».

## Antecedentes
La vinculación entre el Señal Real y el conde Wifredo el Velloso se remonta al siglo XIV, cuando el rey Pedro el Ceremonioso indicó que la Señal Real era originaria de los condes de Barcelona. Así, en 1385 ordenó poner escudos barrados en los sepulcros condales de la catedral de Gerona correspondientes a Ramón Berenguer II y Ermessenda de Carcassona; igualmente cuando el rey redactó las Ordenaciones de la Casa estableció que la Cruz de Íñigo Arista era el escudo de los antiguos reyes de Aragón y no el Señal Real, que él consideraba propio del linaje de los condes de Barcelona. En este mismo sentido en sus Crónicas de los reyes de Aragón y condes de Barcelona aparece una miniatura que representa a Wifredo de Ria, padre mítico de Wifredo el Velloso, llevando un escudo barrado. De esta forma cuando el hijo de El Ceremonioso, el infante y futuro rey Juan I de Aragón, demandó en 1376 a fray Jaume Domènec que redactara su genealogía y la de su mujer la Genealogia regum Navarrae et Aragoniae et comitum Barchinonae, nuevamente se representa una miniatura de Wifredo de Ria llevando un escudo barrado. Tan seguros estaban los reyes de que el Señal Real era originario del linaje de los condes de Barcelona que públicamente así lo expresaron tanto Martín I de Aragón como Alfonso V.

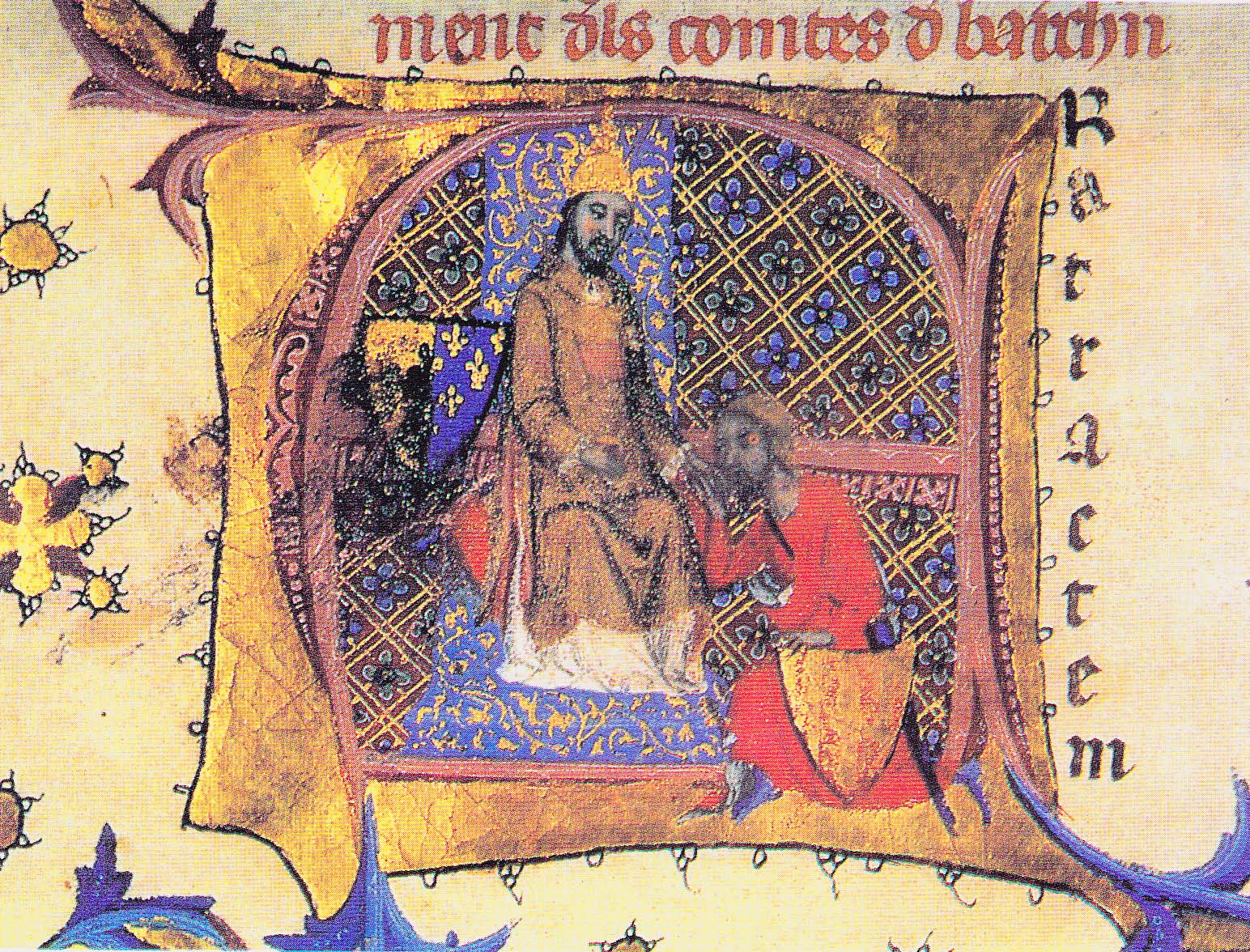
Letra capital A del capítulo XXII de las Cròniques dels reis d'Aragó e comtes de Barcelona (ca. 1359): Ara tactem [del començament del llinatge dels comtes de Barcelona]. La miniatura representa al padre de Wifredo el Velloso con su escudo de armas, de oro cuatro palos de gules, retiene homenaje al rey de Francia por haber recibido de él el condado de Barcelona.
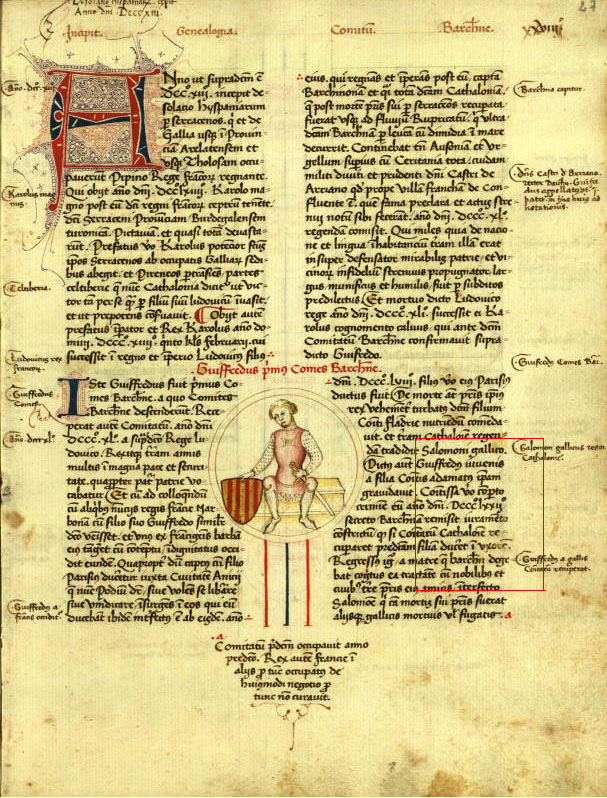
Genealogia regum Navarrae et Aragoniae et comitum Barchinonae (1376) La miniatura representa al padre de Wifredo el Velloso con su escudo de armas, de oro cuatro palos de gules.
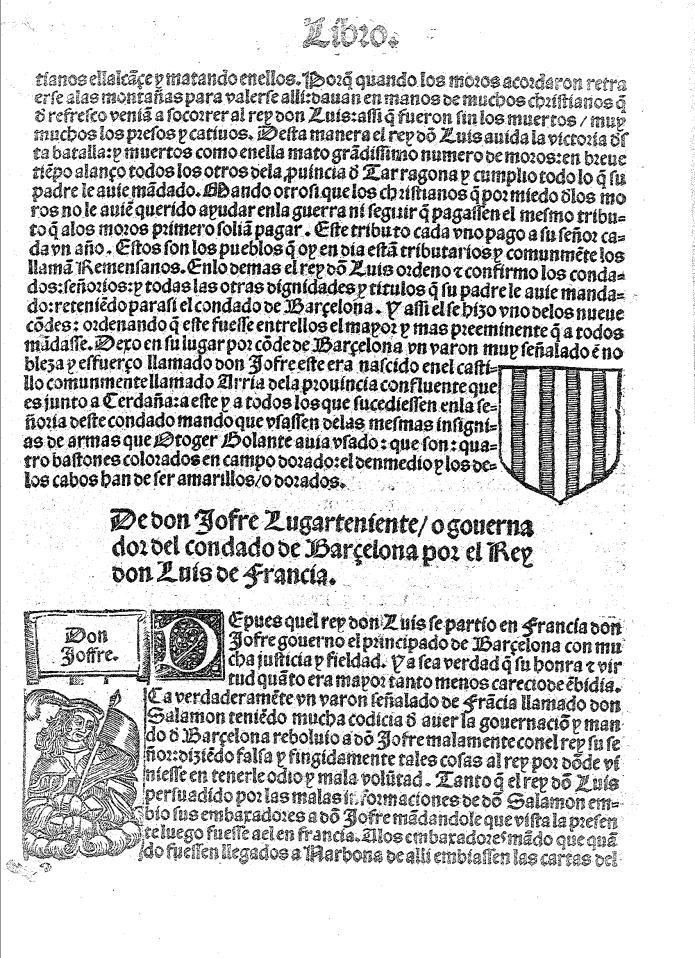
Crónica d'Aragón (1524), traducción castellana de De Aragoniae Regibus (1509)

## La leyenda
La Leyenda de las cuatro barras de sangre no aparece en ninguna obra histórica antes de la obra de Beuter de 1551, por bien que la adscripción de la Señal Real al linaje de los condes de Barcelona ya había sido establecida por los reyes de Aragón en el siglo XIV. En el siglo XV aparecieron versiones primarias de la leyenda que explicaban la creación de esta señal heráldica en una marcas de sangre hechas sobre un escudo dorado, hasta que finalmente en el siglo XVI fue el mismo Beuter quien advirtió que había encontrado la leyenda de Wifredo el Velloso y las barras de sangre en unos supuestos «cuadernos de mano» (cuadernos manuscritos), sin dar más indicaciones. Si bien no puede ser dicho, con absoluta seguridad, que Beuter fuera el creador de la leyenda, parece claro que el recurso de los «cuadernos de mano», o bien remite a una fuente anterior, o bien fue un subterfugio para evitar cualquier crítica posterior.
Así contaba Beuter los hechos de las barras de sangre en su Crónica General de España, y especialmente de Aragón, Cataluña y Valencia publicada en Valencia en 1551:

En este comedio los Normandos entraron por la tierra de Francia, y hovo de hazer gente el Emperador Lois para resistirles, y fue a servirle el conde con los cavalleros Barceloneses que con el se hallaron y pelearon con los Normandos valerosamente y vencieronlos. En esta batalla (según he hallado escrito en unos quadernos de mano) diz que pidió el conde Iofre Velloso al Emperador Lois que le diesse armas que pudiesse traer en el escudo, que llevava dorado sin alguna divisa, y el Emperador viendo que havia sido en aquella batalla tan valeroso que con muchas llagas que recibiera, hiziera maravillas en armas, llegose a el, y mojose la mano derecha de la sangre que le salía al conde, y passo los quatro dedos assi ensangrentados encima del escudo dorado de alto abaxo, haciendo quatro rayas de sangre, y dixo, estas serán vuestras armas conde. Y de allí tomo las quatro rayas, o bandas de sangre en campo dorado, que son las armas de Cathaluña, que agora dezimos de Aragon.

Según Martin de Riquer, citado por Jordi Canal, la idea de las barras de sangre la pudo sacar Beuter de un pasaje del Nobiliario vero de Hernán Mexía publicado en Sevilla en 1492 en el que se contaba el origen del escudo heráldico del linaje castellano de los Córdova. Las tres fajas rojas habrían sido obra del rey Fernando III de Castilla que habría pasado por su escudo de oro sus tres dedos empapados en la sangre de un caballero que había resultado herido. Según De Riquer, Beuter habría copiado incluso algunas expresiones del mencionado pasaje. Por otro lado, De Riquer también relaciona el uso de la sangre con el ciclo artúrico, más concretamente con las aventuras de Galahad.
La leyenda valenciana de las cuatro barras de sangre fue un éxito inmediato y fulminante, siendo a partir de entonces copiada por todos los historiadores posteriores dándola como verídica. No fue hasta 1812 cuando el historiador catalán Joan de Sans i de Barutell desacreditó cualquier veracidad de la leyenda valenciana de las cuatro barras señalando las incoherencias históricas que presenta respecto a Wifredo el Velloso (c. 840-897), mientras que el heraldista Faustino Menéndez Pidal de Navascués ha demostrado que la heráldica no apareció en Europa hasta finales del segundo cuarto del siglo XII (1125-1150). Aunque en 1812 Joan de Sans i de Barutell desacreditó totalmente la historicidad de la leyenda, no por eso dejó de ser una leyenda famosa, razón por la cual los artistas sintieron la necesidad de reproducirla gráficamente y de englosarla en poemas. Por otro lado, la leyenda valenciana de las cuatro barras de sangre aparecida en el siglo XVI no se ha de confundir con la Leyenda de Wifredo el Velloso, compilada por los monjes del monasterio de Santa María de Ripoll en el siglo XII.

### La leyenda durante laRenaixençacatalana delsigloXIX

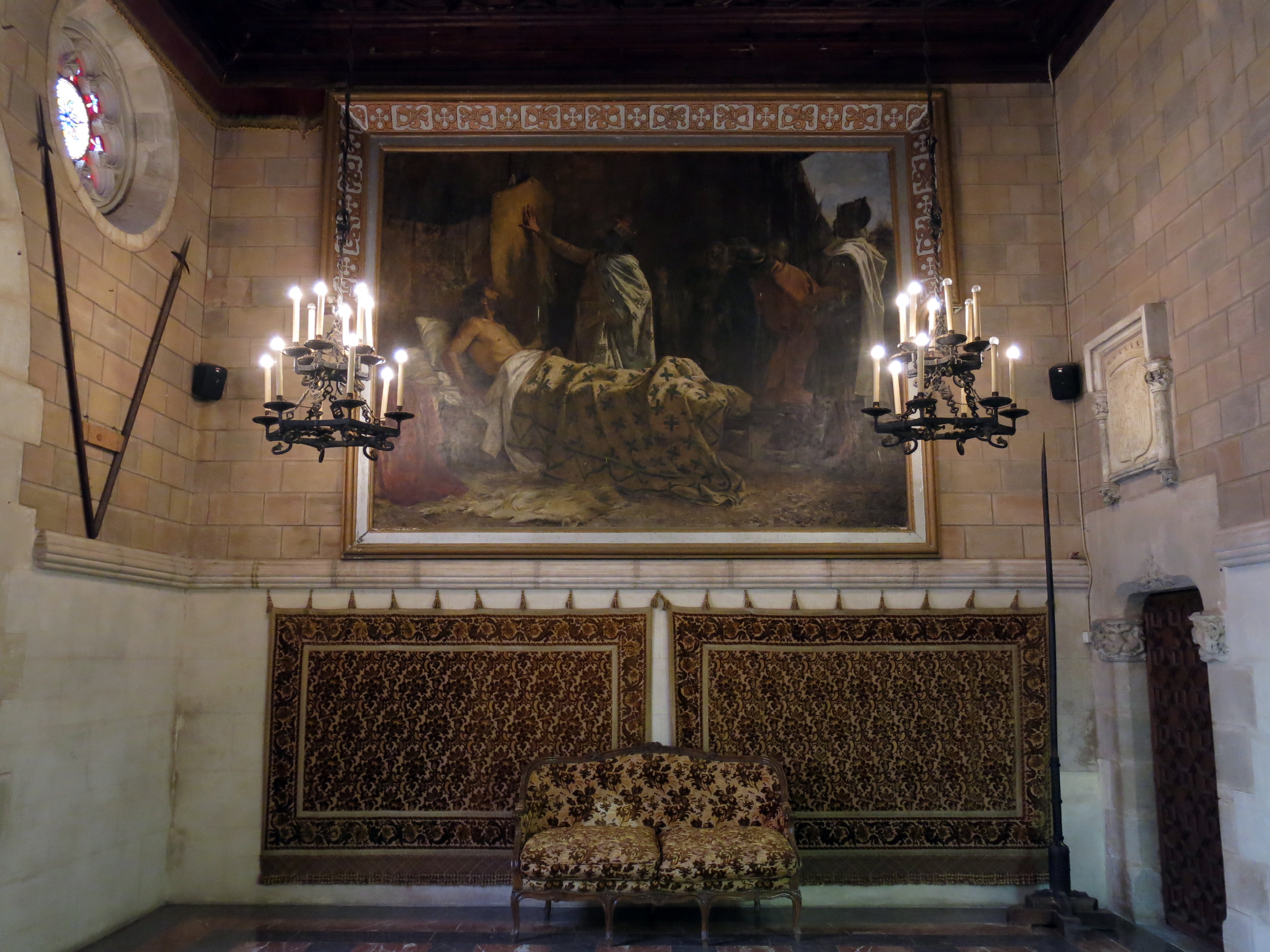
Cuadro de Pablo Antonio Béjar sobre las cuatro barras de sangre expuesto en el castillo de Santa Florentina en Canet de Mar (1895).

Aunque hubo historiadores que dudaron de la veracidad de la historia de las cuatro barras de sangre, la mayoría de los escritores de la Renaixença catalana la dieron por cierta y la glosaron en sus obras. En una fecha tan temprana como 1839 el escritor Joaquim Rubió i Ors, más conocido como el Gaitero del Llobregat, publicó una poesía en el Diario de Barcelona titulada «Lo compte Jofre'l Pelós». Poemas sobre las barras de sangre y ensalzando la figura del conde Guifré el Pilós se presentaron a los Jocs Florals, como el que compuso Josep Coloreu, que no por casualidad había bautizado a su hijo con el nombre de Wifredo. Por su parte Víctor Balaguer incluyó la historia en su Historia de Cataluña y de la Corona de Aragón. Pero posiblemente el poema más destacado fue el que compuso Jacinto Verdaguer con el título Les barres de sanch que incluyó en su obra Montserrat publicada en 1880. En este poema el rey franco que con sus dedos creaba las armas del conde Wifredo no era Luis el Piadoso sino Carlos el Calvo. Esto es lo que le respondió Wifredo al rey después de crear su nuevo escudo:

—Gran mercés, lo rey de Fransa,
gran mercés, l'emperador.
Si no puch tornar á veureus,
Catalunya y Aragó,
est testament vos envío
escrit ab sanch de mon cor,
grabaulo en totes mes torres,
brodaulo en tots mos penons,
y portau les quatre barres
á les quatre parts del mon.
Muchas gracias, rey de Francia,
muchas gracias, emperador.
Si no puedo volver a veros,
Cataluña y Aragón,
este testamento os mando,
escrito con sangre de mi corazón:
grabadlo en todas mis torres,
bordadlo en todos mis pendones,
y llevad las cuatro barras
a las cuatro partes del mundo.

También la pintura histórica se ocupó de las barras de sangre, como el cuadro al óleo de Claudio Lorenzale titulado Origen del escudo del condado de Barcelona y realizado entre 1843 y 1844, o el que pintó en 1895 Pablo Antonio Béjar, expuesto en la actualidad en el castillo de Santa Florentina en Canet de Mar.